# Mona Hassanein
Mona Hassanein (em árabe: منى حسنين; nascida a 11 de novembro de 1985), é uma esgrimista egípcia. Ela competiu nos Jogos Olímpicos de Verão de 2012 em espada feminina, mas foi derrotada na primeira volta.